# Franz Gesterding
Franz Christian Friedrich Gesterding (Greifswald, 6 marzo 1781 – Greifswald, 16 dicembre 1841) è stato uno storico tedesco.
Docente all'università di Greifswald dal 1812 al 1841, fu autore di vari studi sul diritto di pegno e sul diritto di proprietà.